# Degrassi: Die nächste Klasse
Degrassi: Die nächste Klasse (Originaltitel: Degrassi: Next Class) ist eine kanadische Jugendserie. Sie bildet nach Degrassi Junior High, Degrassi High und Degrassi: The Next Generation das vierte Spin-off zur Seifenoper Bei uns und nebenan, die in den 1980er-Jahren auf dem Sender CBC Television lief. Sie ist die direkte Fortsetzung zu Degrassi: The Next Generation. Die Serie wurde in den Epitome-Studios in Toronto, Ontario gedreht. Die Erstausstrahlung fand am 4. Januar 2016 auf Family Channel statt. International wird die Serie über den Streaming-Anbieter Netflix angeboten.

## Inhalt
Die Serie dreht sich um die Schüler der Degrassi Community School, die mit den Problemen des Erwachsenwerdens zu kämpfen haben, wie Drogenmissbrauch, Schwangerschaften, sexuelle Orientierung, Bandenkriminalität und dem Umgang mit dem Tod.

### Staffel 1
Shay Powers, Lola Pacini und Frankie Hollingsworth sind beste Freundinnen. Ohne es zu Ahnen, verlieben sich Shay und Lola in denselben Typ: Tiny Bell. Lola kommt mit Tiny zusammen, während Shay damit zu kämpfen hat. Am Tag des Schneeballes kommt die Wahrheit raus. Frankie währenddessen trauert ihrer Beziehung mit Winston Chu hinterher. Ihre Freundinnen wollen sie wieder mit ihm verkuppeln, doch Frankie lernt Jonah Haak kennen. Sie verknallt sich in ihn und kämpft um eine gemeinsame Beziehung.
Miles Hollingsworth III wird zum neuen Schülersprecher der Degrassi Community School gewählt. Aufgrund eines Wahlbetruges wird der homosexuelle Tristan Milligan zum neuen Schülersprecher der Degrassi gewählt. Er hatte eine Beziehung mit Miles Hollingsworth III. Nach der Trennung beginnt er eine Affäre mit Vijay Maraj. Miles während dessen lernt die neue Schülerin Esme Song kennen, mit der er eine Beziehung beginnt. Nachdem er erfährt, dass seine Mutter Diana wieder eine Beziehung mit seinem gewalttätigen Vater hat, verfällt er durch Esme der Tablettensucht. Als er negativ auffällt und seinen besten Freund Winston vernachlässigt, will er eine Therapie machen und trennt sich von Esme. Die spielt ihm daraufhin vor, Selbstmord zu begehen. Als Miles die Wahrheit erfährt, trennt er sich endgültig von ihr und freundet sich wieder mit Tristan an.
Grace Cardinal und Zoë Rivas freunden sich an. Als Zoë Gefühle für die kranke Grace entwickelt, versucht diese eine Beziehung mit ihr zu führen. Als sie jedoch erkennt, dass sie nicht lesbisch ist, trennt sie sich von Zoë. Aus Rache schläft sie mit Zig Novak. Dieser führt eine Beziehung mit der Sängerin Maya Matlin. Maya will gemeinsam mit Jonah eine Musikkarriere starten. Dies macht Zig eifersüchtig und lässt sich deshalb auf ein One-Night-Stand mit Zoë ein. Maya lernt unterdessen Goldi Nahir kennen, die einen Feministinnenclub führt. Maya steigt bei ihnen ein und gemeinsam Kämpfen sie um Gleichberechtigung an der Degrassi Community School. Sie geraten mit dem Videospielclub unter der Führung von Hunter Hollingsworth zusammen, da sie der Meinung sind, dass in Computerspiele die Frauen zu sexistisch dargestellt werden. Als der Club verboten wird, schwört Hunter Rache und macht Maya mit Internetposts fertig. Als Zig dahinterkommt, stellt er Hunter zur Rede. Hunter erpresst ihn daraufhin jedoch mit einem Video, auf dem er gemeinsam mit Zoë beim Sex zu sehen ist. Zig offenbart sich Maya, die sich anschließend von ihm trennt. Als sich Auch Hunters Freunde (Vijay, Baaz Nahir und Yael Baron) von ihm abwenden, will er sie alle töten. Miles kann ihn im letzten Moment noch abhalten, wird jedoch von Hunter gebeten dies für sich zu behalten.

## Produktion und Ausstrahlung
Nachdem Degrassi: The Next Generation im Juni 2015 von MTV Canada und TeenNick eingestellt wurde, gab der Streaming-Anbieter Netflix bekannt, eine Fortsetzung zu produzieren, die exklusiv bei Netflix zu sehen sein wird.
Einige Darsteller aus der Vorgängerserie wurden für die Fortsetzung übernommen: Amanda Arcuri, Stefan Brogren, Reiya Downs, Ana Golja, Nikki Gould, Ricardo Hoyos, Ehren Kassam, Andre Kim, Lyle Lettau, Spencer Macpherson, Eric Osborne, Olivia Scriven, Sara Waisglass und Richard Walters.
Erste Staffel
In Kanada wurde die 10-teilige erste Staffel zwischen dem 4. Januar und 15. Januar 2016 auf Family Channel gezeigt. In Deutschland war die erste Staffel ab dem 15. Januar 2016 auf Netflix abrufbar.
Zweite Staffel
Die zweite Staffel ist seit dem 22. Juli 2016 über Netflix abrufbar.
Dritte Staffel
In Kanada wurde die 10-teilige dritte Staffel vom 9. Januar bis zum 20. Januar 2017 ausgestrahlt. Die dritte Staffel ist seit dem 6. Januar 2017 auf Netflix abrufbar.
Vierte Staffel
Die ersten vier Folgen der vierten Staffel liefen ab dem 3. Juli 2017 auf dem Family Channel Canada und wurden vorab bereits ab dem 30. Juni in der Family Channel App veröffentlicht. 
Seit dem 7. Juli 2017 ist die vierte Staffel auf Netflix verfügbar.

## Besetzung und Synchronisation
Die deutsche Synchronisation entstand nach Dialogbüchern von Karin Rettinghaus (Staffel 1), Cindy Beier (Staffel 2), Jesse Grimm, Robert Kotulla (Staffel 3) und Ariane Huth (Staffel 4) unter der Dialogregie von Beier durch die Synchronfirma Studio Hamburg Synchron GmbH in Hamburg.

### Hauptbesetzung
| Schauspieler       | Rollenname                        | Hauptrolle (Staffel) | Synchronsprecher        |
| ------------------ | --------------------------------- | -------------------- | ----------------------- |
| Sara Waisglass     | Francesca „Frankie“ Hollingsworth | 1.01–                | Dorothee Sturz          |
| Soma Bhatia        | Goldi Nahir                       | 1.01–                | Henrike Fehrs           |
| Nikki Gould        | Grace Cardinal                    | 1.01–                | Katharina von Keller    |
| Spencer MacPherson | Hunter Hollingsworth              | 1.01–                | Flemming Stein          |
| Ehren Kassam       | Jonah Haak                        | 1.01–                | Knud Riepen             |
| Amanda Arcuri      | Lola Pacini                       | 1.01–                | Maria Wardzinska        |
| Olivia Scriven     | Maya Matlin                       | 1.01–                | Franciska Friede        |
| Eric Osborne       | Miles Hollingsworth III           | 1.01–                | Johannes Semm           |
| Reiya Downs        | Shay Powers                       | 1.01–                | Lo Rivera               |
| Richard Walters    | Deon „Tiny“ Bell                  | 1.01–                | Tobias Schmidt          |
| Lyle Lettau        | Tristan Milligan                  | 1.01–                | Martin Brücker          |
| Dante Scott        | Vijay Maraj                       | 1.01–                | Jesse Grimm             |
| Andre Kim          | Winston „Chewy“ Chu               | 1.01–                | Tim Kreuer              |
| Jamie Bloch        | Yael Baron                        | 1.01–                | Liza Ohm                |
| Ricardo Hoyos      | Zigmund „Zig“ Novak               | 1.01–                | Tobias Diakow           |
| Ana Golja          | Zoë Rivas                         | 1.01–                | Leoni Kristin Oeffinger |
| Stefan Brogren     | Archibald „Archie“ Simpson        | 1.01–                |                         |
| Chelsea Clark      | Esme Song                         | 1.02–                | Arlette Stanschus       |
| Amir Bageria       | Baaz Nahir                        | 1.03–                | Claudiu Mark Draghici   |
| Parham Rownhagi    | Saad Al'Maliki                    | 3.01–                | Timo Kinzel             |
| Dalia Yegavian     | Rasha Zuabi                       | 3.01–                | Jessica Walther-Gabory  |

### Nebenbesetzung
| Schauspieler    | Rollenname          | Hauptrolle (Staffel) | Synchronsprecher |
| --------------- | ------------------- | -------------------- | ---------------- |
| Stephanie Moore | Diana Hollingsworth | 1.02–                | Katrin Decker    |
| Michael Brown   | Mr. Mitchell        | 1.02–                |                  |
| Kate Hewlett    | Margaret Matlin     | 1.03–                | Tanja Dohse      |

## Episodenliste

### Staffel 1
| Nr. (ges.) | Nr. (St.) | Deutscher Titel             | Originaltitel              | Regie          | Drehbuch             | Premiere USA  | Dt. Premiere D |
| ---------- | --------- | --------------------------- | -------------------------- | -------------- | -------------------- | ------------- | -------------- |
| 1          | 1         | 1. BootyCall                | #BootyCall                 | Stefan Brogren | Courtney Jane Walker | 4. Jan. 2016  | 15. Jan. 2016  |
| 2          | 2         | 1. OhneFilter               | #NoFilter                  | Stefan Brogren | Courtney Jane Walker | 5. Jan. 2016  | 15. Jan. 2016  |
| 3          | 3         | 1. JaHeißtJa                | #YesMeansYes               | Stefan Brogren | Alejandro Alcoba     | 6. Jan. 2016  | 15. Jan. 2016  |
| 4          | 4         | 1. NichtOkay                | #NotOkay                   | Stefan Brogren | Alejandro Alcoba     | 7. Jan. 2016  | 15. Jan. 2016  |
| 5          | 5         | 1. GehtMichNichtsAn         | #ButThatsNoneOfMyBusiness  | Eleanor Lindo  | Matt Huether         | 8. Jan. 2016  | 15. Jan. 2016  |
| 6          | 6         | 1. NichtAlleMänner          | #NotAllMen                 | Eleanor Lindo  | Matt Huether         | 11. Jan. 2016 | 15. Jan. 2016  |
| 7          | 7         | 1. DuMeinstEsNichtErnst     | #ThisCouldBeUsButYouPlayin | Eleanor Lindo  | Sarah Glinski        | 12. Jan. 2016 | 15. Jan. 2016  |
| 8          | 8         | 1. FollowBack               | #TeamFollowBack            | Eleanor Lindo  | Ian MacIntyre        | 13. Jan. 2016 | 15. Jan. 2016  |
| 9          | 9         | 1. DaWirSchonMalEhrlichSind | #SinceWeBeinHonest         | Stefan Brogren | Alejandro Alcoba     | 14. Jan. 2016 | 15. Jan. 2016  |
| 10         | 10        | 1. SorryNotSorry            | #SorryNotSorry             | Stefan Brogren | Sarah Glinski        | 15. Jan. 2016 | 15. Jan. 2016  |

### Staffel 2
| Nr. (ges.) | Nr. (St.) | Deutscher Titel      | Originaltitel          | Regie          | Drehbuch                         | Premiere Australien | Dt. Premiere D |
| ---------- | --------- | -------------------- | ---------------------- | -------------- | -------------------------------- | ------------------- | -------------- |
| 11         | 1         | 1. Teamgeist         | #SquadGoals            | Stefan Brogren | Courtney Jane Walker             | 30. Mai 2016        | 22. Juli 2016  |
| 12         | 2         | 1. BinHier           | #TurntUp               | Stefan Brogren | Courtney Jane Walker             | 31. Mai 2016        | 22. Juli 2016  |
| 13         | 3         | 1. BallFlachHalten   | #CheckYourPrivilege    | Phil Earnshaw  | Cole Bastedo                     | 1. Juni 2016        | 22. Juli 2016  |
| 14         | 4         | 1. HolMirNePizza     | #BuyMePizza            | Phil Earnshaw  | Alejandro Alcoba & Ian MacIntyre | 2. Juni 2016        | 22. Juli 2016  |
| 15         | 5         | 1. ThrowbackThursday | #ThrowBackThursday     | Phil Earnshaw  | Matt Huether                     | 3. Juni 2016        | 22. Juli 2016  |
| 16         | 6         | 1. MeinKünftigesIch  | #ToMyFutureSelf        | Phil Earnshaw  | Matt Huether                     | 6. Juni 2016        | 22. Juli 2016  |
| 17         | 7         | 1. PeinlicherMoment  | #ThatAwkwardMomentWhen | Rt!            | Courtney Jane Walker             | 7. Juni 2016        | 22. Juli 2016  |
| 18         | 8         | 1. GutenMorgen       | #RiseAndGrind          | Rt!            | Matt Huether                     | 8. Juni 2016        | 22. Juli 2016  |
| 19         | 9         | 1. Geständnis        | #TheseAreMyConfessions | Rt!            | Sarah Glinski                    | 9. Juni 2016        | 22. Juli 2016  |
| 20         | 10        | 1. OMFG              | #OMFG                  | Rt!            | Sarah Glinski                    | 10. Juni 2016       | 22. Juli 2016  |

### Staffel 3
| Nr. (ges.) | Nr. (St.) | Deutscher Titel      | Originaltitel        | Regie          | Drehbuch             | Premiere Kanada | Dt. Premiere D |
| ---------- | --------- | -------------------- | -------------------- | -------------- | -------------------- | --------------- | -------------- |
| 21         | 1         | 1. NeueFreunde       | #BreakTheInternet    | Stefan Brogren | Matt Huether         | 9. Jan. 2017    | 6. Jan. 2017   |
| 22         | 2         | 1. SoBinIchNunEinmal | #IWokeUpLikeThis     | Stefan Brogren | Matt Huether         | 10. Jan. 2017   | 6. Jan. 2017   |
| 23         | 3         | 1. DasMonatlicheÜbel | #WorstGiftEver       | Stefan Brogren | Alejandro Alcoba     | 11. Jan. 2017   | 6. Jan. 2017   |
| 24         | 4         | 1. SehenHeißtGlauben | #PicsOrItDidntHappen | Stefan Brogren | Alejandro Alcoba     | 12. Jan. 2017   | 6. Jan. 2017   |
| 25         | 5         | 1. Mädchenabend      | #HugeIfTrue          | Phil Earnshaw  | Courtney Jane Walker | 13. Jan. 2017   | 6. Jan. 2017   |
| 26         | 6         | 1. DasGefühlWenn     | #ThatFeelingWhen     | Phil Earnshaw  | Jennifer Kassabian   | 16. Jan. 2017   | 6. Jan. 2017   |
| 27         | 7         | 1. Absagen           | #Unsubscribe         | Phil Earnshaw  | Ian MacIntyre        | 17. Jan. 2017   | 6. Jan. 2017   |
| 28         | 8         | 1. KeineReue         | #IRegretNothing      | Phil Earnshaw  | Sarah Glinski        | 18. Jan. 2017   | 6. Jan. 2017   |
| 29         | 9         | 1. Erwachen          | #Woke                | Stefan Brogren | Sarah Glinski        | 19. Jan. 2017   | 6. Jan. 2017   |
| 30         | 10        | 1. FreiWieEinVogel   | #ImSleep             | Stefan Brogren | Matt Huether         | 20. Jan. 2017   | 6. Jan. 2017   |

### Staffel 4
| Nr. (ges.) | Nr. (St.) | Deutscher Titel            | Originaltitel            | Regie          | Drehbuch                        | Premiere Kanada | Dt. Premiere D |
| ---------- | --------- | -------------------------- | ------------------------ | -------------- | ------------------------------- | --------------- | -------------- |
| 31         | 1         | 1. ZurückInDerWirklichkeit | #BackToReality           | Stefan Brogren | Alejandro Alcoba                | 30. Juni 2017   | 7. Juli 2017   |
| 32         | 2         | 1. IchBrauchGeld           | #GetMoney                | Stefan Brogren | Courtney Jane Walker            | 30. Juni 2017   | 7. Juli 2017   |
| 33         | 3         | 1. WieSeheIchDennAus       | #ILookLikeA              | Samir Rehem    | Ian MacIntyre                   | 30. Juni 2017   | 7. Juli 2017   |
| 34         | 4         | 1. BucketList              | #RollUpToTheClubLike     | Samir Rehem    | Matt Huether                    | 30. Juni 2017   | 7. Juli 2017   |
| 35         | 5         | 1. Prediger                | #Preach                  | Samir Rehem    | Jennifer Kassabian              | 30. Juni 2017   | 7. Juli 2017   |
| 36         | 6         | 1. Tatsachen               | #FactsOnly               | Samir Rehem    | Courtney Jane Walker            | 30. Juni 2017   | 7. Juli 2017   |
| 37         | 7         | 1. Feuer                   | #Fire                    | Stefan Brogren | Courtney Jane Walker            | 30. Juni 2017   | 7. Juli 2017   |
| 38         | 8         | 1. GetYouAManThatCanDoBoth | #GetYouAManThatCanDoBoth | Stefan Brogren | Matt Huether & Celeste Bronfman | 30. Juni 2017   | 7. Juli 2017   |
| 39         | 9         | 1. Fixiert                 | #Obsessed                | Stefan Brogren | Sarah Glinski                   | 30. Juni 2017   | 7. Juli 2017   |
| 40         | 10        | 1. AlsoMachtsGut           | #KThxBye                 | Stefan Brogren | Sarah Glinski                   | 30. Juni 2017   | 7. Juli 2017   |